# فيلاستيلون
فيلاستيلون؛ هي كومون (بلدية) في مدينة تورينو العاصمة في المنطقة الإيطالية بيدمونت ، وتقع حوالي 15 كم جنوب تورين .
تقع فيلاستيلون على حدود البلديات التالية: ونكاليري ، كامبيانو ، سانتينا ، بورينو ، كارينانو ، وكارماجنولا.وهي موطن لـ "قلعة" ، وهي فيلا باروكية منسوبة إلى فيليبو جوفارا مبنية على حصن من القرون الوسطى موجود مسبقًا بدءًا من عام 1735.